# Kakching Khunou
Kakching Khunou là một thị xã của quận Thoubal thuộc bang Manipur, Ấn Độ.

## Nhân khẩu
Theo điều tra dân số năm 2001 của Ấn Độ, Kakching Khunou có dân số 9314 người. Phái nam chiếm 49% tổng số dân và phái nữ chiếm 51%. Kakching Khunou có tỷ lệ 58% biết đọc biết viết, thấp hơn tỷ lệ trung bình toàn quốc là 59,5%: tỷ lệ cho phái nam là 70%, và tỷ lệ cho phái nữ là 48%. Tại Kakching Khunou, 14% dân số nhỏ hơn 6 tuổi.